# Odopoia philippiae
Odopoia philippiae är en stekelart som först beskrevs av Jean Risbec 1952.  Odopoia philippiae ingår i släktet Odopoia och familjen gallglanssteklar. Inga underarter finns listade i Catalogue of Life.